# Cantus Records
Cantus Records hrvatska je diskografska kuća osnovana 2000. godine u Zagrebu. Tvrtka se bavi uslugom snimanja i izdavanja zvučnih zapisa
Tvrtku je u veljači 2000. godine osnovalo Hrvatsko društvo skladatelja kako bi se što bolje promovirala hrvatska glazbena kultura na nacionalnoj i međunarodnoj razini. Tijekom vremena Cantus je postao relevantan partner u kulturnim područjima specijalističkog profila kojima se kroz različite programske vrste promoviraju djela suvremenih hrvatskih skladatelja i hrvatskih klasika, mladi interpreti, hrvatska etno glazba i nacionalna jazz produkcija.
Glavna djelatnost tvrtke je diskografsko, notno i knjižno-publicističko nakladništvo, sva područja glazbene umjetnosti te organizacija glazbenih događanja poput Muzičkog biennala Zagreb, Glazbene tribine Pula, Zagrebfesta ili autorskih koncerata hrvatskih skladatelja. Cantus se također bavi i uslugom savjetovanja, izložbi i konferencija te redovno objavljuje glasilo Hrvatskog društva skladatelja, časopis Cantus.

## Stalni projekti Cantusa
Glazbeno nakladništvo
Jedna od glavnih Cantusovih djelatnosti je naklada koja uključuje diskografska, notna, knjižna i kataloška izdanja, jednako kao i izdanja takozvanih vanjskih naručitelja (Varaždinske barokne večeri, Zagrebački solisti, Zagrebački kvartet, Hrvatska glazbena mladež, Hrvatska radiotelevizija i druge). Kako bi se što bolje promovirala hrvatska glazba ostvarena je suradnja različitih struka, od muzikologa, glazbenih pisaca, notografa, glazbenih producenata, dizajnera, fotografa i urednika notnih izdanja.
Cantus je do sada objavio brojne albume, a neki od njih su od etno-jazz glazbenice Tamare Obrovac i Transhistria Ensemble (2 albuma), jazz pijanista Matije Dedića (2 albuma), jazz ansambla Boilers All Stars, kantautora Arsena Dedića (2 albuma), pijanista Vladimira Krpana, Zagrebačkih solista, Cantus Ansambla, Slovenskog komornog zbora (2 albuma) i Zagrebačkog kvarteta (3 albuma). također je objavio i debitantski album pijanista Maksima Mrvice (Geste, 2001.), kao i mezzosopranistice Renate Pokupić u suradnji s pijanistom Đorđem Stanettijem (After The Crossing, 2006.). 
Muzički biennale Zagreb
Muzički biennale Zagreb održava se od 1961. godine te su tijekom proteklog vremena na festivalu predstavljena mnoga velika glazbena dostignuća 20. stoljeća. 
KulturForum Europa u 2007. godini dodijelio je Muzičkom biennale Zagreb nagradu za kulturu. Prilikom njegovo 24. izdanja (19. – 28. travnja 2007.) festival je prikazao 51 kulturnu priredbu posvećenu zvuku, pokretu, riječi i slici, a mnoge od njih doživjele su svjetsku premijeru. Uz operna i druga scenska uprizorenja, inozemna gostovanja i koprodukcije, festival je u svoje programe uključio i aktualnu temu ženskog skladateljskog pisma. 
Direktor festivala je dr. sc. Ivo Josipović, umjetnički direktor Berislav Šipuš, a izvršni festivalski producent je Cantus d.o.o., direktorica Mirjana Matić.
Glazbena tribina Opatija
Glazbena tribina, utemeljena je 1963. godine. Cilj joj je jednom godišnje promicati hrvatske suvremene skladatelje ozbiljne glazbe i njihovih autorska dijela te je kao takva od osobitoga značenja ne samo za skladatelje, muzikologe, izvođače, studente, publiku, već i za našu ukupnu kulturnu javnost. Održava se svake godine u mjesecu studenom.
Autorski koncerti
Autorski koncerti najčešće se održavaju u Preporodnoj dvorani palače Narodnog doma Hrvatske akademije znanosti i umjetnosti na zagrebačkom Gornjem Gradu gdje priliku da se predstave imaju članovi Hrvatskog društva skladatelja. Cantus je u suradnji s Hrvatskim društvom skladatelja sudjelovao u organizaciji više takvih autorskih večeri na kojima su predstavljeni opusi skladatelja različitih glazbenih žanrova i generacija: Arsena Dedića, Zdenka Runjića, akademika Anđelka Klobučara, Berislava Šipuša, Željka Brkanovića, akademika Rubena Radice, Milka Kelemena, jednoga od utemeljitelja Muzičkog biennala Zagreb, Adalberta Markovića, akademika Stanka Horvata, Hrvoja Hegedušića, Frane Paraća, akademika Igora Kuljerića, Marka Ruždjaka, Nikše Njirića i Zlatka Pibernika te Dubravka Detonija.
Zagrebfest
Zagrebački festival (od 1984. godine Zagrebfest) utemeljen je 1953. godine i najstarija je manifestacija ove vrste u Hrvatskoj. Pripada mu osobita uloga u popularizaciji zabavne glazbe. Umjetnički direktor je Hrvoje Hegedušić, nositelj manifestacije Hrvatsko društvo skladatelja dok je izvršni producent Cantus Records.
Chansonfest
Chansonfest je međunarodni festival šansone. Prvi put je održan 1998. godine.Šansona se danas njeguje kroz takozvani urbani tip autorske pjesme iz koje su se na drugim razinama razvili manje tipični, a novi izdanci ovog žanra. Svaki od njih osobitu pažnju poklanja poetskom dijelu teksta, zbog čega je pjesničko djelo tako čvrsto vezano uz skladateljsko. Nositelj manifestacije je Hrvatsko društvo skladatelja, a izvršni producent Cantus Records.